# Saint James Windward
Saint James Windward är en parish i Saint Kitts och Nevis. Den ligger i den sydöstra delen av landet, 22 km sydost om huvudstaden Basseterre. Antalet invånare är 1 529. Arean är 32 kvadratkilometer. Saint James Windward ligger på ön Nevis.

Följande samhällen finns i Saint James Windward:
- Newcastle
- Mannings

Dessutom ligger Vance W. Amory International Airport i Saint James Windward.